# John Dellow
John Albert Dellow (nascido em 5 de junho de 1931) é um policial britânico aposentado. Em 1951, juntou-se à Polícia da Cidade de Londres.
Em 1973, foi transferido para a Polícia Metropolitana como Subcomissário Assistente de Planejamento de Tráfego. Em 1975, passou a ser Subcomissário Assistente de Pessoal, e em 1979 passou a Subcomissário Assistente de Operações. Neste cargo Dellow comandou a operação policial no Cerco da Embaixada do Irã em 1980. 
Ele foi nomeado Cavaleiro em 1990, no seu aniversário de 59 anos. 